# Стародальня
Стародальня — деревня в Московской области России. Входит в городской округ Солнечногорск. Население — 5 чел. (2010).

## География
Деревня Стародальня расположена на севере Московской области, в восточной части округа, рядом с Московским малым кольцом А107, у истоков небольшой, впадающей в Клязьму реки Чернавки, примерно в 19 км к юго-востоку от центра города Солнечногорска, в 27 км к северо-западу от Московской кольцевой автодороги.
Связана автобусным сообщением с городом Зеленоградом. Ближайшие населённые пункты — деревни Безверхово, Бунтеиха и Холмы.

## Население
| 1852 | 1859 | 1890 | 1899 | 1926 | 1966 |
| ---- | ---- | ---- | ---- | ---- | ---- |
| 194  | ↘168 | ↗190 | ↘122 | ↗201 | ↘57  |
| 1998 | 2002 | 2010 |      |      |      |
| ↘3   | ↗4   | ↗5   |      |      |      |

## История
Стародальная, деревня 6-го стана, Государствен. Имущ., 97 душ м. п., 97 ж., 23 двора, 44 версты от Бутырской заставы, просёлком.— Нистрем К. Указатель селений и жителей уездов Московской губернии, 1852
В «Списке населённых мест» 1862 года Стародальная — казённая деревня 6-го стана Московского уезда Московской губернии по левую сторону Рогачёвского тракта (от Москвы на Санкт-Петербург между Дмитровским трактом и Московским шоссе), в 44 верстах от губернского города, при речке Безыменной, с 28 дворами и 168 жителями (84 мужчины, 84 женщины).
По данным на 1890 год — деревня Дурыкинской волости Московского уезда с 190 душами населения. В 1899 году — 122 жителя, имелось земское училище.
В 1913 году — 34 двора, земская лечебница, земское училище и чайная.
По материалам Всесоюзной переписи населения 1926 года — центр Стародальневского сельсовета Бедняковской волости Московского уезда в 18 км от станции Сходня Октябрьской железной дороги, проживал 201 житель (99 мужчин, 102 женщины), насчитывалось 37 хозяйств, среди которых 36 крестьянских, имелись школа и больница.
С 1929 года — населённый пункт в составе Сходненского района Московского округа Московской области. Постановлением ЦИК и СНК от 23 июля 1930 года округа как административно-территориальные единицы были ликвидированы.
1929—1932 гг. — центр Стародальневского сельсовета Сходненского района.
1932—1954 гг. — центр Стародальневского сельсовета Солнечногорского района.
1954—1957 гг. — деревня Литвиновского сельсовета Солнечногорского района.
1957—1959 гг. — деревня Литвиновского сельсовета Химкинского района.
1959—1960 гг. — деревня Кировского сельсовета Химкинского района.
1960—1963, 1965—1994 гг. — деревня Кировского сельсовета Солнечногорского района.
1963—1965 гг. — деревня Кировского сельсовета Солнечногорского укрупнённого сельского района.
В 1994 году Московской областной думой было утверждено положение о местном самоуправлении в Московской области, сельские советы как административно-территориальные единицы были преобразованы в сельские округа.
С 1994 до 2006 гг. деревня входила в Кировский сельский округ Солнечногорского района.
С 2005 до 2019 гг. деревня включалась в Пешковское сельское поселение Солнечногорского муниципального района.
С 2019 года деревня входит в городской округ Солнечногорск, в рамках администрации которого относится с территориальному управлению Пешковское.